# Кожелуг, Карел
Ка́рел Кожелуг (чеш. Karel Koželuh, встречается также написание Кароль; 7 марта 1895, Прага — 27 апреля 1950, Прага) — чешский спортсмен, известный как теннисист, хоккеист и футболист.
В теннисе  — неоднократный победитель чемпионата США среди профессионалов и чемпионата Франции среди профессионалов, один из лучших профессиональных теннисистов мира конца 20-х и начала 30-х годов XX века. Член Международного зала теннисной славы с 2006 года.
В хоккее с шайбой — чемпион Европы 1925 года в составе сборной Чехословакии.
В футболе — игрок сборной Цислейтании (в 1917 и 1918 году) и сборной Чехословакии (в 1923 году).

## Спортивная карьера

### Футбол и хоккей
С детства отличаясь способностями к спорту, до 16 лет Карел Кожелуг играл в первую очередь в регби, хотя уделял внимание и другим видам спорта. Впоследствии он серьёзно занялся футболом и в 1914 году был приглашён в один из сильнейших клубов Чехии, пражскую «Спарту», а в 1916 году перешёл в другой пражский клуб, DFC, за который продолжал выступать до 1920 года. В 1917 году он был включён в состав сборной Цислейтании, где играли футболисты со всей Австро-Венгерской империи за исключением собственно Венгрии. За два года он провёл за сборную четыре игры, забив один мяч в победном матче против команды Швейцарии.
После окончания Первой мировой войны Кожелуг, продолжавший играть в футбол, занялся также хоккеем. С 1919 по 1925 год он выступал в команде «Спарта» (на некоторое время он вернулся в этот клуб и как футболист в чемпионском сезоне 1923/24 годов). За это время он дважды сыграл за сборную Чехословакии на чемпионатах Европы, завоевав бронзовую медаль в 1923 году и став чемпионом в 1925 году у себя на родине. На этом чемпионате он стал автором победной шайбы в ворота национальной команды Швейцарии.
После ухода в 1920 году из DFC Кожелуг несколько лет играл в футбол за клуб «Теплицер», а потом провёл по полгода в «Спарте» и австрийском клубе «Винер». В 1923 году он был приглашён в сборную Чехословакии, за которую провёл два матча, забив один гол в ворота итальянской сборной.

### Теннис
Выступая как любитель в футбольных и хоккейных соревнованиях, Кожелуг рано начал зарабатывать себе на жизнь работой теннисного тренера. Этот выбор привёл к тому, что ему в середине 20-х годов было запрещено играть в любительских клубах, и в дальнейшем он полностью сосредоточился на теннисе не только как тренер, но и как игрок-профессионал (его брат Ян был теннисистом-любителем и выступал в составе сборной Чехословакии в Кубке Дэвиса).
Начиная с середины 1920-х годов Кожелуг стал одним из ведущих теннисистов-профессионалов в Европе. Его невозмутимая игра с задней линии, редко прерываемая выходами к сетке, изматывала соперников, заставляя их ошибаться. Именно так Кожелуг выиграл в декабре 1926 года Кубок Бристоля в Ривьере у ирландца Альберта Берка, чья игра была более зрелищной, но менее надёжной. За год до этого Кожелуг выиграл неофициальный «чемпионат мира среди профессионалов», проходивший в Довиле (Франция). С 1928 года Кожелуг был бессменным обладателем Кубка Бристоля вплоть до упразднения этого турнира в 1933 году.
В 1928 году в Европе проводил своё турне ведущий американский теннисист-профессионал Винсент Ричардс — двукратный олимпийский чемпион 1924 года и победитель первого профессионального чемпионата США. В августе Кожелуг и Ричардс объявили о проведении серии матчей в рамках совместного турне. Первые матчи турне прошли на грунтовых кортах Европы и закончились победой Кожелуга. Серия матчей продолжалась в США, где Ричардс победил Кожелуга в финале чемпионата США на мокром от дождя травяном корте, где он мог в полной мере использовать свои коронные выходы к сетке, но в целом серия закончилась убедительной победой Кожелуга, выигравшего 15 встреч из 20.
В начале 1929 года Кожелуг бросил вызов любому теннисисту-любителю, предлагая встретиться в серии из трёх матчей на грунтовом корте; выручку от продажи билетов предлагалось передать на благотворительные цели. На вызов откликнулся лидер любительского тенниса Анри Коше, но Федерация тенниса Франции запретила ему участвовать. За год Кожелуг провёл семь матчей против Ричардса, включая второй подряд финал профессионального чемпионата США, который он выиграл в марафонском пятисетовом поединке. В этой игре Ричардс не сумел реализовать три матч-бола и закончил её двойной ошибкой, полностью истощённый упорно оборонявшимся соперником. Всего из семи матчей Кожелуг выиграл пять. Победив в обоих важнейших профессиональных турнирах сезона, он доказал, что на этот момент является лучшим в мире теннисистом-профессионалом. Тем не менее ряд экспертов, отдавая должное его игре в обороне, заключали, что ведущие мастера игры у сетки среди любителей, такие, как Коше и Билл Тилден, имеют перед ним преимущество.
В 1930 году Кожелуг выиграл сначала Кубок Бристоля, а затем проводившийся впервые чемпионат Франции среди профессионалов, победив в финале Романа Найуха. На чемпионате США он дважды проиграл Ричардсу в финале, как в одиночном разряде, так и в парном. После этого они снова провели короткое турне из шести матчей, из которых Кожелуг выиграл четыре (включая победу Ричардса в чемпионате США).
В самом конце 1930 года один из лучших теннисистов-любителей мира, Билл Тилден, стал профессионалом. Их совместное турне с Кожелугом в первой половине 1931 года закончилось убедительной победой Тилдена, который выиграл первые девять матчей подряд и 27 из 33 в общей сложности. Этот результат ясно указывал на смену лидера в мировом профессиональном теннисе. Однако и в последующие годы Кожелуг постоянно оставался одним из претендентов на самые высокие места в профессиональной иерархии. В частности, он ещё дважды стал чемпионом США среди профессионалов — сначала в 1932 году, а затем в 1937 году, когда ему уже исполнился 41 год. В 1934 и 1935 годах он играл в финале чемпионата США. Он продолжал выступать и в годы Второй мировой войны, проводя показательные матчи в Великобритании, где его соперниками, среди прочих, были чешские боевые лётчики. Выручка от этих выступлений шла в Международный комитет Красного Креста.
На протяжении всех лет выступлений Кожелуг продолжал работать как теннисный тренер, сначала во Франции, а позже в США, в том числе на самом высоком уровне. В 1929 году он работал в Европе со сборной США, а в послевоенные годы тренировал теннисную сборную Чехословакии.
Карел Кожелуг погиб в 1950 году в автомобильной аварии по дороге в свой загородный дом в Клановице (под Прагой). В 2006 году по инициативе другого знаменитого чешского мастера Яна Кодеша имя Кожелуга было внесено в списки Международного зала теннисной славы.

### Участие в финалах турниров профессионального Большого шлема за карьеру
| Результат | Год  | Турнир            | Покрытие | Соперник в финале | Счёт в финале           |
| --------- | ---- | ----------------- | -------- | ----------------- | ----------------------- |
| Поражение | 1928 | Чемпионат США     | Трава    | Винсент Ричардс   | 6-8, 3-6, 6-0, 2-6      |
| Победа    | 1929 | Чемпионат США     | Трава    | Винсент Ричардс   | 6-4, 6-4, 4-6, 4-6, 7-5 |
| Победа    | 1930 | Чемпионат Франции | Грунт    | Альберт Берк      | 6-1, 6-2, 6-1           |
| Поражение | 1930 | Чемпионат США     | Трава    | Винсент Ричардс   | 2-6, 8-10, 3-6, 4-6     |
| Победа    | 1932 | Чемпионат США     | Грунт    | Ганс Нюсляйн      | 6-2, 6-3, 7-5           |
| Поражение | 1934 | Чемпионат США     | Грунт    | Ганс Нюсляйн      | 4-6, 2-6, 6-1, 5-7      |
| Поражение | 1935 | Чемпионат США     | Грунт    | Билл Тилден       | 6-0, 1-6, 4-6, 6-0, 4-6 |
| Победа    | 1937 | Чемпионат США     |          | Брюс Барнс        | 6-2, 6-3, 4-6, 4-6, 6-1 |